# هرمان لی
هرمان لی (انگلیسی: Herman Li؛ زادهٔ ۳ اکتبر ۱۹۷۶) موسیقی‌دان اهل هنگ کنگ بریتانیا است. وی از سال ۱۹۹۳ میلادی تاکنون مشغول فعالیت بوده است.